# Tiki Taka News
Tiki Taka News è stato uno spin-off italiano del rotocalco televisivo italiano Tiki Taka - Il calcio è il nostro gioco che andava in diretta dal 2 maggio al 1º giugno 2017 con la conduzione di Pierluigi Pardo.
Era curato dalla testata giornalistica italiana Videonews ed è stato trasmesso dal lunedì al venerdì, dalle 19:00 alle 19:50 su Italia 1.

## Il programma
Il programma è realizzato dalla testata giornalistica italiana e indipendente Videonews, a cura di Luca Budel e Ronny Mengo ed è scritto con Sergio Bertolini, in collaborazione con Gabriele Parpiglia. Il direttore responsabile del programma è il direttore di Videonews, quindi Claudio Brachino.
Tiki Taka News andava in diretta dallo studio 11 del Centro di produzione Mediaset di Cologno Monzese, lo stesso studio che viene occupato dai programmi Mattino Cinque, Pomeriggio Cinque e Domenica Live; nello specifico occupa lo stesso set di Mattino Cinque.
Il programma era di intrattenimento sportivo che tratta anche temi diversi dal calcio.
Lo studio, che ha anche il pubblico, si apriva a grandi firme del giornalismo italiano e calciatori o ex calciatori, a sportivi professionisti, a dirigenti, a blogger e social influencer, ma anche a personaggi del mondo dello spettacolo come Simona Ventura, Emanuela Tittocchia, Flavio Briatore, Mara Maionchi, Massimo Giletti, Laura Barriales, Ezio Greggio e Paolo Rossi.

## Edizioni
| Edizione | Anno | Conduttore      | Periodo       | Periodo        | Telespettatori | Share |
| Edizione | Anno | Conduttore      | Inizio        | Fine           | Telespettatori | Share |
| -------- | ---- | --------------- | ------------- | -------------- | -------------- | ----- |
| 1ª       | 2017 | Pierluigi Pardo | 2 maggio 2017 | 1º giugno 2017 | 354.000        | 2,48% |